# Kōmyōji
La Fondation Kōmyōji (光明寺) (en allemand : Komyoji – Eurasischer Humanismus und interkulturelle Spiritualität) est une fondation pour la promotion de la coopération internationale dans les domaines de la religion et de la philosophie. Kōmyōji a été fondée par Volker Zotz et Ōtani Kōshō en 1994 à Vienne (Autriche). Actuellement[Quand ?], sa présidente est Madame Birgit Zotz. Kōmyōji offre divers cours sur le bouddhisme et le confucianisme.